# میکائل کینگزبری
میکائل کینگزبری (انگلیسی: Mikaël Kingsbury؛ زادهٔ ۲۴ ژوئیهٔ ۱۹۹۲) اهل کانادا است.